# Arroio Pintado (Uruguai)
O arroio Pintado é um curso de água que banha o departamento de Florida no Uruguai.